# Biłokurakyne
Biłokurakyne – osiedle typu miejskiego w obwodzie ługańskim na Ukrainie, siedziba władz rejonu biłokurakyńskiego, leży nad rzeką Biła.

## Historia
Pierwsza wzmianka o miejscowości pochodzi z 1700.
W 1934 roku zaczęto wydawać gazetę.
Status osiedla typu miejskiego posiada od 1954.
W 1989 roku miejscowość liczyła 8434 mieszkańców.
W 2013 liczyła 6737 mieszkańców.